# Harri Heliövaara
Harri Heliövaara (født 4. juni 1989 i Helsinki, Finland) er en professionel tennisspiller fra Finland.